# Stanton megye (Nebraska)
Stanton megye az Amerikai Egyesült Államokban, azon belül Nebraska államban található. Megyeszékhelye és legnagyobb városa Stanton. Lakosainak száma 5842 fő (2020. április 1.). Stanton megye Wayne, Colfax, Platte, Madison, Pierce és Cuming megyékkel határos.

## Népesség
A megye népességének változása:
| Lakosok száma | 6129 | 6202 | 6118 | 6133 | 5937 | 5842 |
|               | 2010 | 2011 | 2012 | 2013 | 2015 | 2020 |